# Friard d'Indret
Friard d'Indret (vers l'an 510 à Besné au nord de l'actuel département de la Loire-Atlantique - entre 573 et 583) est un religieux qui contribua à l'évangélisation de la région nantaise durant le VIe siècle.

## Biographie
Ayant grandi dans une famille de laboureurs, c'est vers 560 qu'il se retire sur une île de la Loire mentionné par Grégoire de Tours, appelée Vindunita (sans doute près de Besné au début de l'embouchure de la Loire, ou alors au niveau de la ville même de Nantes : Vindunitta insula urbis Namneticae) et sous la protection de l'évêque de Nantes saint Félix.
Les travaux et les soins que demande la terre pour produire ses fruits lui rappelaient chaque jour que son âme était un champ dont Dieu lui avait confié la culture. À l'âge de 53 ans, il décida de se retirer dans la solitude et l'austérité ; il fut bientôt rejoint par un nantais du nom de Secondel ; tous deux décidèrent de mener une vie humble et pauvre dans la prière et la pénitence.
À leur mort, en 573 ou 583, ils furent canonisés par la voix du peuple et devinrent, plus tard, les illustres saints patrons de la paroisse Saints Friard et Secondel. Ils sont également patrons des laboureurs. 
Fête le 1er août.